# Kasmalieva en Djoemaliev
Kasmalieva en Djoemaliev is een Kirgizisch beeldend kunstenaarsduo uit Bisjkek, bestaande uit Gulnara Kasmalieva en haar levenspartner Muratbek Djoemaliev.

## Beschrijving
Kasmalieva en Djoemaliev studeerden beide aan de Staatsuniversiteit van Schone Kunsten in Kirgizië en vervolgens in de Sovjet-Unie ten tijde van de omwentelingen van de perestrojkapolitiek van Gorbatsjov.
De overgang van de Sovjet-Unie naar de onafhankelijke Kirgizische republiek is goed herkenbaar in de eerste documentaires en foto's van het duo, waaronder het effect dat de communistische republiek had op de identiteit en levens van Kirgiziërs.

## Werk
Een belangrijk werk van Kasmalieva en Djoemaliev uit 2006 is A New Silk Road: Algorithm of Survival and Hope. Het werk gaat over de invloed van de toenemende mondialisering langs de eeuwenoude zijderoute die door Kirgizië loopt.
Beide zijn ze conservator voor het cultuurcentrum ArtEast voor internationale tentoonstellingen en cursussen in Bisjkek.

## Onderscheiding
In 2010 ontving het duo een Prins Claus Prijs. De jury gaf hiermee erkenning "voor hun grensoverschrijdende kunstpraktijk, voor hun belangrijke bijdrage aan de hedendaagse cultuur in Centraal Azië, voor de vrijheid en kansen die ze jonge kunstenaars bieden en voor hun originele representaties van de manieren waarop verschillende werkelijkheden elkaar (kunnen) kruisen."